# Acusilas coccineus
Acusilas coccineus là một loài nhện trong họ Araneidae.
Loài này thuộc chi Acusilas. Acusilas coccineus được Eugène Simon miêu tả năm 1895.